# Andrew Dost
Andrew Paul Dost (Cass City, 10 de abril de 1983) é um músico e cantor americano. Atualmente é integrante da banda de indie gossa nova/jazz Metal Bubble Trio, em que ele é o vocalista principal. Foi membro da banda de indie rock Anathallo de 2003 a 2007, bem como a banda de indie rock fun. de 2008 a 2015.

## Primeiros anos e vida pessoal
Andrew Dost é filho de Mark Dost, um professor aposentado na Frankfort High School, e de Cheryl, também professora aposentada na Frankfort High School.
Dost cresceu em Cass City, Michigan e Frankfort, Michigan. Ele se formou na Frankfort High School em Michigan como orador em 2001 e graduou-se na Universidade Central de Michigan com especialização em jornalismo em 2005.
Em relação às ambições musicais de Dost, seu pai, Mark, disse, "Nós sempre encorajamos porque ele toca flugelhorn, teclado, guitarra, melodica e bateria. E ele pode cantar. Estou tão satisfeito e orgulhoso que ele é capaz de fazer o que ele gosta de fazer e ganhar a vida com isso. Você se pergunta como isso vai funcionar na medida em que faz um pagamento de carro. No entanto, como pai, você quer que seu filho seja realizado."
Dost também é um aliado bastante ativo da cultura LGBTQ+, sendo membro fundador da Ally Coalition, uma organização "que trabalha com artistas e seus fãs para aumentar a conscientização, ação e fundos em apoio à igualdade LGBTQ . .."

## Carreira

### 2000–06: Anathallo
Dost começou sua carreira musical como membro da banda Anathallo, que foi formada em 2000 em Universidade Central Michigan em Mount Pleasant, Michigan, com a adesão de Dost em 2003. Ele deixou a banda no meio da escrita do álbum Canopy Brilho em 2006; ele disse que saiu porque a banda havia se mudado para Chicago e ele não foi capaz de se mover com ela.

### 2006–08:Colombus
Depois de deixar o Anathallo, Dost começou a trabalhar em um álbum solo, Colombus. Foi baseado em um musical ele escreveu em 2005 sobre a vida de Cristóvão Colombo. De acordo com uma revisão editorial, "A história é uma espécie de comédia, tomando liberdades absurdas com o lendário conto de Cristóvão Colombo . . Colombus leva uma história peculiar e cria um mundo sincero para ele."
O álbum foi escrito, produzido e gravado quase inteiramente por Dost, juntamente com a ajuda de Michael Nau (de Page France e The Cotton Jones Basket Ride), Nate Ruess (de The Format), Joel Thiele (de Anathallo), Chris Fafalios e Steve Soboslai. O disco foi lançado em 2009 em vinil e de forma digital.

### 2008–15:fun.
Em 2008, Nate Ruess (ex-vocalista do The Format) pediu a Dost para se juntar a ele e Jack Antonoff (de Steel Train) em uma nova banda, que se tornou Fun. Dost já conhecia os dois, porque suas antigas bandas haviam feito turnês juntas.
Enquanto fazia o primeiro álbum do Fun., Aim and Ignite, Dost permaneceu baseado fora de Michigan, enquanto Ruess viveu em Phoenix, Arizona e Antonoff em Nova Jersey.
O segundo álbum do Fun, Some Nights, trouxe o primeiro single #1 da banda, "We Are Young", que Dost co-escreveu com Ruess, Antonoff, e Jeff Bhasker, produtor da banda.
Dost também criou uma partitura original para o início do videoclipe de "Carry On" em 2012.

### Pontuações
Ele compôs a trilha sonora do filme O Trem D, lançado em 2015. A trilha sonora contém uma colaboração com seu companheiro de banda Fun. Jack Antonoff.

### 2015–presente: Carreira solo
No final de 2015, Dost mencionou que espera lançar novas músicas em breve.
Em 20 de abril de 2016, Dost disse em uma entrevista com o Metro Times que ele está, "terminando um álbum, e marcando alguns filmes e programas de TV nesse meio tempo. Tem sido divertido ter algum tempo para experimentar a música de muitas maneiras diferentes."
Nesta mesma entrevista, Dost também disse, em relação à sua música, "Eu sou muito fortemente influenciado pelo pop dos anos 60, mas também adoro experimentar sons modernos. Eu gosto dos Beatles, gosto de teatro musical e gosto do Drake."
Em 29 de abril de 2016, Dost cantou uma nova música intitulada "Where Did They Go", juntamente com uma música inédita intitulada "Young Republicans" no Detroit Music Awards. Essas músicas não foram lançadas oficialmente como singles.
Dost também compôs música para cães em 2014. Desde que a Fun. entrou em hiato, Dost esteve envolvido em filmes, podcasts, programas de TV e muito mais NFTs.
Em 2021, Dost retornou a Michigan com a intenção de trabalhar em sua música e outras artes localmente. Ele começou a ensinar no programa de cantores e compositores em Centro Interlochen para as Artes por volta desta época.

## Créditos de composição
| Ano  | Artista | Título         | Co-escrito com                          | Posição nas paradas (EUA) | Posição nas paradas (UK) |
| ---- | ------- | -------------- | --------------------------------------- | ------------------------- | ------------------------ |
| 2011 | Fun.    | "We Are Young" | Nate Ruess, Jack Antonoff, Jeff Bhasker | 1                         | 1                        |
| 2012 | Fun.    | "Some Nights"  | Nate Ruess, Jack Antonoff, Jeff Bhasker | 3                         | 7                        |

## Discografia

### Álbuns
- Floating World (2006) com Anathallo
- Columbus (2009) (baseado em um musical escrito por ele em 2005)[25][26][27]

### Soundtracks
- The D Train (2015)

### Singles

#### Como artista convidado
- "Mean What I Say" (2015) por That Dog